# Renly Baratheon
Renly Baratheon er en fiktiv person i den amerikanske forfatter George R. R. Martins fantasyserie A Song of Ice and Fire og i HBOs filmatisering Game of Thrones.
Han blev introduceret i Kampen om tronen (1996). Renly er den yngste af de tre sønner som Lord Steffon Baratheon og Cassana Estermont, fik, og han er lillebror til Robert og Stannis Baratheon. Han er Lord af Storm's End og Lord Paramount over Stormlands. Han tjente som lovmester i sine ældre brødres lille råd, før han kronede sig selv som konge i kølvandet på Roberts død med støtte fra Reach og Stormlands, hvilket var med til at igangsætte De fem kongers krig. Dette skaber en konflikt mellem ham og hans ældre bror, Stannis, hvis krav på tronen er større.
Der bliver antydet til Renlys homoseksuelle forhold til Loras Tyrell i bøgerne, mens det i tv-serien bliver gjort meget tydeligt. Begge mænd er blandt Martins mest fremtrædende LGBT-personer, selvom Renly og Loras forhold og tv-seriens fremstilling af det har fået en blandet modtagelse.
Renly Baratheon bliver spillet af Gethin Anthony i HBO's tv-serie.